# Pferd und Reiter Springen über ein Hindernis
Pferd und Reiter Springen Über ein Hindernis é um filme mudo alemão em curta metragem produzido em 1888 pelo inventor, fotógrafo e cronofotógrafo Ottomar Anschütz, sendo um dos mais antigos filmes que se tem notícia. Seu título em alemão, se traduzido ao português, significa Cavalo e cavaleiro que saltam sobre um obstáculo.

## Sinopse
Mostra um cavalo saltando sobre um obstáculo. É um filme de cunho científico feito para o exército prussiano, com o intuito de ajudar seus soldados a melhorar sua técnica de equitação.